# تركي بن سعود بن تركي بن سعود الكبير
الأمير تركي بن سعود بن تركي بن سعود الكبير بن عبد العزيز بن سعود آل سعود. نفذ فيه حكم الإعدام يوم الثلاثاء 17 محرم 1438 هـ الموافق 18 أكتوبر 2016م بعد ثبوت التهمة عليه بالقتل.

## قضية مخيم الثمامة بالرياض
تعود القضية إلى أواخر شهر مُحرّم سنة 1434 هـ الموافق 13 ديسمبر 2012م عندما أقدم الأمير تركي على قتل عادل المحيميد، عقب شجار بين مجموعة من الشباب المسلحين بأسلحة من نوع كلاشنكوف 47 وكريكينوف 74، ونتج عن ذلك تبادل إطلاق نار كثيف أسفر عن مقتل عادل وإصابة آخر هو عبد الرحمن التميمي ثم تفاجأ تركي أن القتيل هو صديقه.
كان تركي قد قدم إلى الثمامة مستقلاً سيارته من نوع لكزس مظللة بشكل كامل بالأسود وبرفقته سيارتين، في إحدى السيارتين والتي هي من نوع جيب شروكي كان يتواجد فيها أحد أصدقائه عادل المحيميد (الذي أُردي قتيلاً فيما بعد). تزامن وصولهم مع حدوث شجار بين مجموعة من الشباب، وعندما نزل صديقه عادل من السيارة لمتابعة المشكلة أطلق القاتل طلقة نارية من مسدس نورينكو 9 ملم بشكل عشوائي، لتصيب الطلقة الطائشة صديقه عادل وترديه قتيلاً، ثم تنتقل الرصاصة عبد الرحمن التميمي الذي كان يقف خلف صديقه؛ مما أدى إلى إصابته في الرأس ونقله للمستشفى. وقد ألقت الشرطة القبض على بعض الموجودين أثناء وقوع الحادثة، وعندما علم تركي بأنه قتل صديقه أصابته الصدمة وسقط على الأرض متشنجاً. اعترف تركي عما بدر منه للشرطة
سُجن الأمير مع مجموعة من المتخاصمين، وأُطلق سراح بعضهم بعد الحكم عليهم بحقوق عامة وهي حيازة السلاح فقط.

## إعدامه
نُفذ حكم الإعدام به قصاصاً وذلك في ساحة قصر الحكم في مدينة الرياض يوم الثلاثاء 17 محرم 1438 هـ الموافق 18 أكتوبر 2016م، وقد أصدرت وزارة الداخلية السعودية بياناً بذلك.